# Karolina z Ansbachu
Karolina z Ansbachu niem. Wilhelmina Charlotte Caroline Brandenburg-Ansbach (ur. 1 marca 1683 w Ansbach, Bawaria, zm. 20 listopada 1737 w Londynie, Wielka Brytania) – królowa Wielkiej Brytanii od 1727.
Urodziła się w Ansbachu jako córka margrabiego Brandenburgii-Ansbach, Jana Fryderyka z domu Hohenzollernów, oraz jego drugiej żony, księżniczki Eleonory z Saksonii-Eisenach.
Blisko współpracował z nią premier Robert Walpole, który został jej przyjacielem. Wspierała też działalność Mary Wortley Montagu.

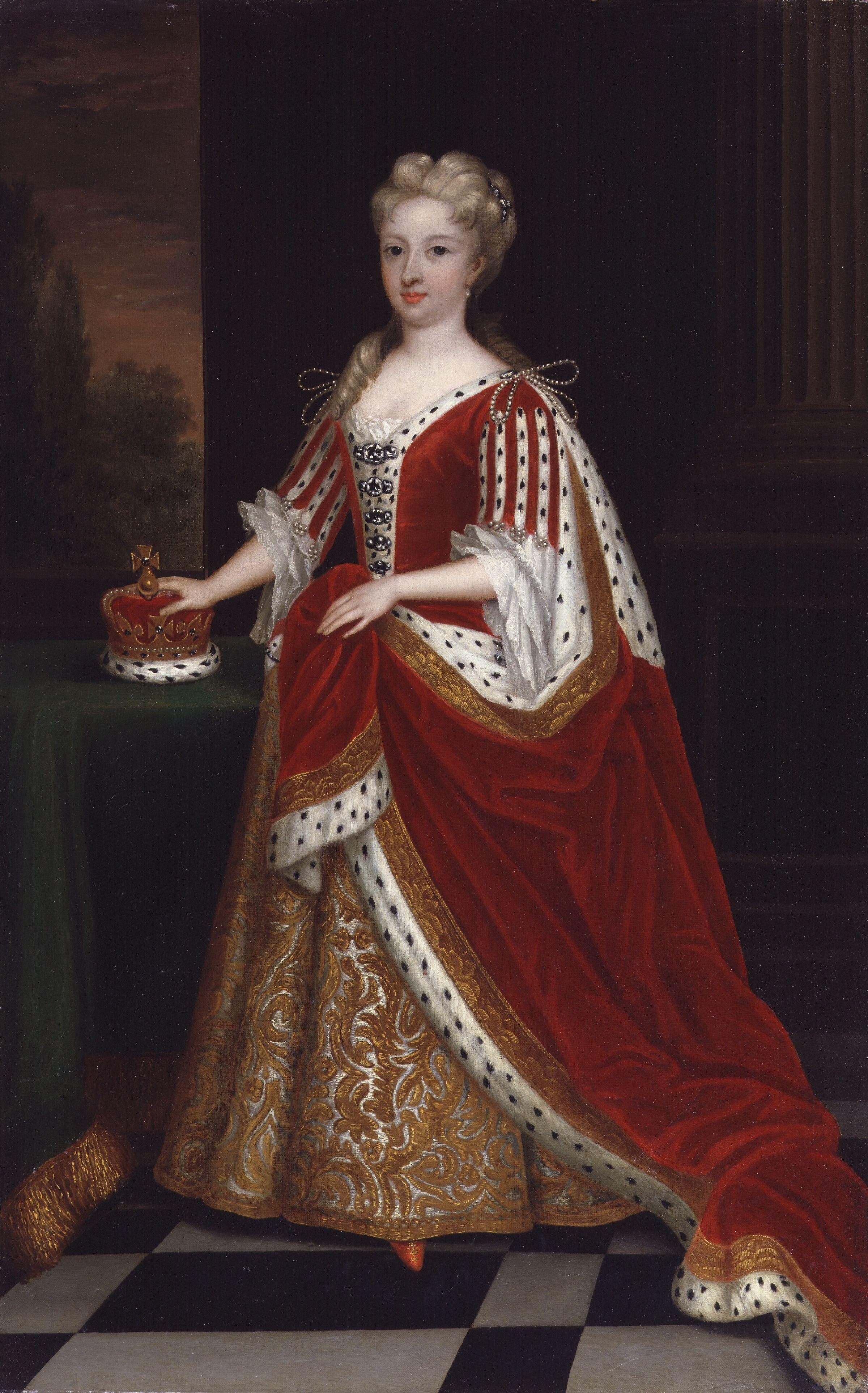
Królowa Karolina (1716)

22 sierpnia 1705 roku wyszła za mąż za Jerzego II. Z tego związku urodziło się ośmioro dzieci:
- Fryderyk Ludwik (1 lutego 1707 – 31 marca 1751), książę Walii,
- Anna (2 listopada 1709 – 12 stycznia 1759), Princess Royal, żona Wilhelma IV Orańskiego,
- Amelia Zofia (10 lipca 1711 – 31 października 1786),
- Karolina Elżbieta (21 czerwca 1713 – 28 grudnia 1757),
- Jerzy Wilhelm (13 listopada 1717 – 17 lutego 1718),
- Wilhelm August (26 kwietnia 1721 – 31 października 1765), książę Cumberland,
- Maria (5 marca 1722 – 14 stycznia 1772), żona Fryderyka II, landgrafa Hesji,
- Ludwika (18 grudnia 1724 – 19 grudnia 1751), żona Fryderyka V, króla Danii i Norwegii.

Z okazji śmierci królowej Georg Friedrich Händel skomponował uroczysty hymn The ways of Zion do mourn, który został wykonany 17 grudnia 1737 roku w Kaplicy Henryka VII w Westminster Abbey.